# ФК Ибар Рожаје
ФК Ибар је црногорски фудбалски клуб из Рожаја, који се тренутно такмичи такмичи у регији Сјевер у оквиру Треће лиге Црне Горе. Четири пута је освојио регију Сјевер, док је у Другој лиги једном завршио на трећем и једном на другом мјесту и учествовао је у баражу за пласман у Прву лигу.

## Резултати у такмичењима у Црној Гори
| Сезона   | Степен | Лига                | Бр.екипа | Позиција   | Куп             |
| -------- | ------ | ------------------- | -------- | ---------- | --------------- |
| 2006/07. | 2      | Друга лига          | 12       | 3. мјесто  | Прво коло       |
| 2007/08. | 2      | Друга лига          | 12       | 5. мјесто  | Осмина финала   |
| 2008/09. | 2      | Друга лига          | 12       | 5. мјесто  | Прво коло       |
| 2009/10. | 2      | Друга лига          | 12       | 9. мјесто  | Прво коло       |
| 2010/11. | 2      | Друга лига          | 12       | 7. мјесто  | Прво коло       |
| 2011/12. | 2      | Друга лига          | 12       | 10. мјесто | Прво коло       |
| 2012/13. | 2      | Друга лига          | 12       | 8. мјесто  | Прво коло       |
| 2013/14. | 2      | Друга лига          | 12       | 10. мјесто | Прво коло       |
| 2014/15. | 2      | Друга лига          | 12       | 8. мјесто  | Осмина финала   |
| 2015/16. | 2      | Друга лига          | 12       | 8. мјесто  | Осмина финала   |
| 2016/17. | 2      | Друга лига          | 12       | 2. мјесто  | Прво коло       |
| 2017/18. | 2      | Друга лига          | 12       | 10. мјесто | Четвртфинале    |
| 2018/19. | 3      | Трећа лига — Сјевер | 10       | 1. мјесто  | Није учествовао |
| 2019/20. | 2      | Друга лига          | 10       | 5. мјесто  | Осмина финала   |
| 2020/21. | 2      | Друга лига          | 10       | 9. мјесто  | Прво коло       |
| 2021/22. | 3      | Трећа лига — Сјевер | 8        | 1. мјесто  | Није учествовао |
| 2022/23. | 3      | Трећа лига — Сјевер | 9        | 1. мјесто  | Није учествовао |
| 2023/24. | 3      | Трећа лига — Сјевер | 9        | 1. мјесто  | Није учествовао |
| 2024/25. | 2      | Друга лига          | 9        | 9. мјесто  | Није учествовао |

## Успјеси
| Трећа лига | Првак | 4 | 2018/19, 2021/22, 2022/23, 2023/24 |